# 鼎湖鱼藤
鼎湖鱼藤（学名：Derris tinghuensis）为豆科鱼藤属下的一个种。

## 扩展阅读
- 維基物種上的相關：鼎湖鱼藤